# دیاگو لوئیز سانتو
دیاگو لوئیز سانتو (به پرتغالی: Diogo Luis Santo) مهاجم اهل برزیل است که در شهر سائوپائولو و در تاریخ ۲۶ مهٔ ۱۹۸۷ به دنیا آمده‌است.
دیاگو لوئیز سانتو در تیم‌های فوتبال Portuguesa سابقهٔ حضور دارد.